# Rösteån

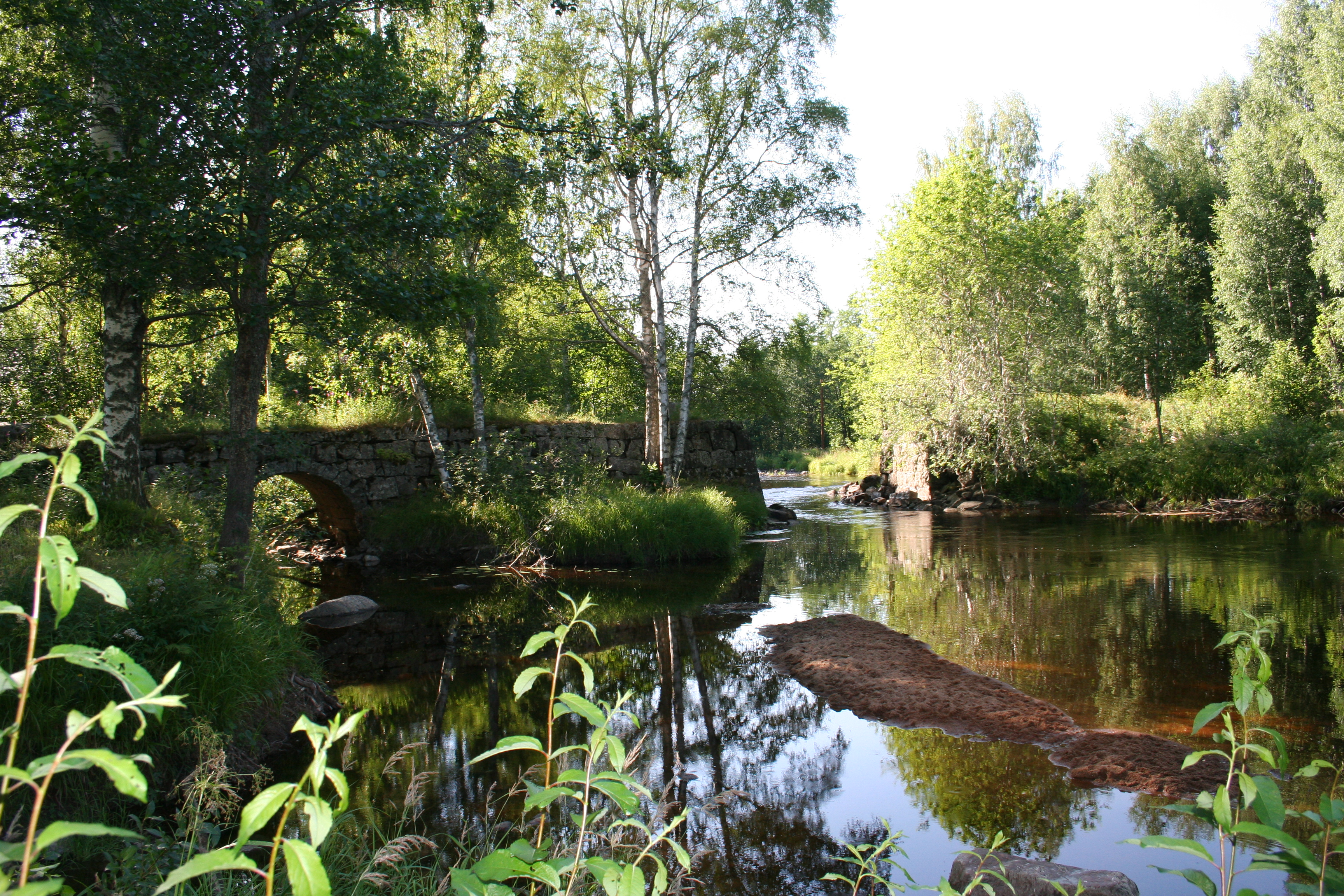
Rösteån, nära utloppet i Ljusnan under den torra sommaren 2006. På bilden syns även en raserad bro som härstammar från 1800-talets sågverksepok.

Rösteån är en å i södra Hälsingland, Bollnäs kommun och utgör den nedre delen av Galvån mellan Åsbacka och Ljusnan. Rösteåns totala längd, inklusive källflöden, är 58 km. Avrinningsområdet är 478 km². . 
Namnet används alltså idag om den nedre delen av Galvån, men torde etymologiskt, snarare än Galvån, varit ursprungsnamnet på hela ån, ända från sjöarna Lång-Rösten och Lill-Rösten till mynningen i Röste. 
Största biflöden är Långboån (som från sammanflödet med Rossån och Vinnfarsån går till Lång-Rösten) samt Andån som går till Lill-Rösten, alla från avrinningsområden norr om sjöarna.